# Xylosma serrata
Xylosma serrata là một loài thực vật có hoa trong họ Liễu. Loài này được (Sw.) Krug & Urb. miêu tả khoa học đầu tiên năm 1899.